# 堂本正樹
堂本 正樹（どうもと まさき、1933年11月1日 - 2019年9月23日）は、日本の劇作家、演出家、演劇評論家。演出家として三島由紀夫作品を多数手がける。また、新作能の作者として、数多くの作品を手がけている。

## 経歴
本名、堂本正男。神奈川県横浜市鶴見区生まれ。慶應義塾幼稚舎在学中、一家の別荘がある鎌倉市に縁故疎開し、戦後も同市に住み続ける。1949年6月頃、旧制慶應義塾普通部4年生の時に銀座のゲイバー「ブランズウィック」で新人作家時代の三島由紀夫と知り合い、弟分として親交を結ぶ。慶應義塾大学文学部国文科中退。
1959年、寺山修司たちと共に演劇集団"鳥"を結成。同年、三島が榊山保名義で書いたマゾヒスティックな少年愛小説『愛の処刑』の清書を手伝う。
1963年4月、	《堂本正樹演出リサイタル》を草月会館ホールで開催。上演された〈降霊館死学〉には、土方巽、葵妖子、ジャン・ヌーボらが出演。作句は加藤郁乎、美術は池田満寿夫だった。
1963年、『喜びの琴』上演中止により三島由紀夫、矢代静一、賀原夏子、中村伸郎らは文学座を退座し、1964年にNLTを結成する。1966年、堂本は、映画版『憂国』の演出を担当。同年、NLTに参加。しかし、やがて内部で路線対立(海外の喜劇作品を中心とした演目を志向する賀原らと、三島作品の上演を望む中村ら)により、NLTは分裂する。NLTでは顧問として裏方に徹していた三島は、表に立って「三島由紀夫を中心とする劇団」の結成に踏み切ることとなり、1968年4月、NLTから脱退して劇団浪曼劇場を設立。堂本も、三島に従ってNLTを脱退し、浪曼劇場に移り、演出を担当する。浪曼劇場参加者は、三島由紀夫(劇作家)、松浦竹夫(演出)、堂本正樹(演出)、中村伸郎、南美江、村松英子、村上冬樹、川合伸旺、勝部演之、中山仁、内田勝正ほか。
旗揚げ公演は翌1969年1月、三島の書き下ろしによる『わが友ヒットラー』。その後も、『朱雀家の滅亡』、『サド侯爵夫人』、『薔薇と海賊』など、三島作品を中心に上演を続ける。1970年11月25日、三島が陸上自衛隊市ヶ谷駐屯地で衝撃的な自決（三島事件）を行ったことで、劇団は大きく揺れた。
三島の自害以前から既に決定していた、1971年3月公演の『サロメ』は、急遽三島由紀夫追悼公演となった。公演が行われた紀伊國屋ホールには多くの観客が詰め掛け大盛況となったが、1972年劇団浪曼劇場は解散。実質的な劇団としての活動期間は、わずか3年足らずだった。
浪漫劇場解散以後の堂本正樹は、もっぱら演劇評論家、能を中心とした演劇研究家として活動し、別項のように多数の著作を残した。
2019年9月23日、肺炎のため死去。85歳没。

## 著書
- 『男色演劇史』薔薇十字社、1970年、出帆社（増補版）、1976年
- 『堂本正樹戯曲集 菊と刀』思潮社、1970年
- 『伝統演劇と現代』三一書房、1971年
- 『三島由紀夫の演劇　幕切れの思想』劇書房、1977年
- 『堂本正樹の演劇空間』九芸出版、1978年
- 『堂本正樹一幕劇集』出帆新社、1982年
- 『美匠たちの邂逅』村松書館、1983年
- 『日本の芸シリーズ　能・狂言の芸』東京書籍、1983年
- 『世阿弥』劇書房、1986年
- 『演劇人世阿弥　花伝書から読む』日本放送出版協会〈NHKブックス〉、1990年
- 『中世芸能人の思想　世阿弥あとさき』角川書店、1992年
- 『喝食抄 堂本正樹能劇評論集』ぺりかん社、1993年
- 『世阿弥アクティング・メソード　風姿花伝　至花道　花鏡』劇書房、1993年。現代語訳
- 『劇人三島由紀夫』劇書房、1994年
- 『世阿弥の能』新潮社〈新潮選書〉、1997年
- 『歌舞伎舞踊の鑑賞』演劇出版社、2002年
- 『回想 回転扉の三島由紀夫』文藝春秋〈文春新書〉、2005年